# Her Country First
Her Country First è un film muto del 1918 diretto da James Young. Il racconto The G. A. C. di Mary Roberts Rinehart fu adattato per lo schermo da Edith M. Kennedy.

## Trama
Finiti gli studi, Dorothy Grant ritorna a casa determinata a contribuire agli sforzi bellici degli Stati Uniti impegnati nella guerra. Il sospetto che spie nemiche operino nel paese è diffuso: anche suo padre, proprietario di una fabbrica di munizioni, ha disseminato l'edificio che ospita l'impresa di cartelli con su scritto "Occhio alle spie". Dorothy sospetta di William, il loro maggiordomo. Ma le vere spie sono Lena, la cuoca, e Henry, l'autista che, venuti a conoscenza del fatto che la ragazza sa la parola d'ordine per entrare nella fabbrica, la prendono prigioniera. Dorothy scopre che i due vogliono entrare nell'edificio per farlo saltare per aria e di rifiuta di rivelare la password anche se viene minacciata di essere uccisa. La salverà William, il maggiordomo, che in realtà è un agente segreto americano. Dichiarata un'eroina, Dorothy con il suo comportamento coraggioso induce Craig, il suo ragazzo, ad arruolarsi.

## Produzione
Il film fu prodotto dalla Famous Players-Lasky Corporation

## Distribuzione
Il copyright del film, richiesto dalla Famous Players-Lasky Corp., fu registrato il 16 agosto 1918 con il numero LP12773.
Distribuito dalla Paramount Pictures e dalla Famous Players-Lasky Corporation, il film - presentato da Jesse L. Lasky - uscì nelle sale cinematografiche statunitensi il 22 settembre 1918.
Non si conoscono copie ancora esistenti della pellicola che viene considerata presumibilmente perduta.